# 羅恰梅洛內山

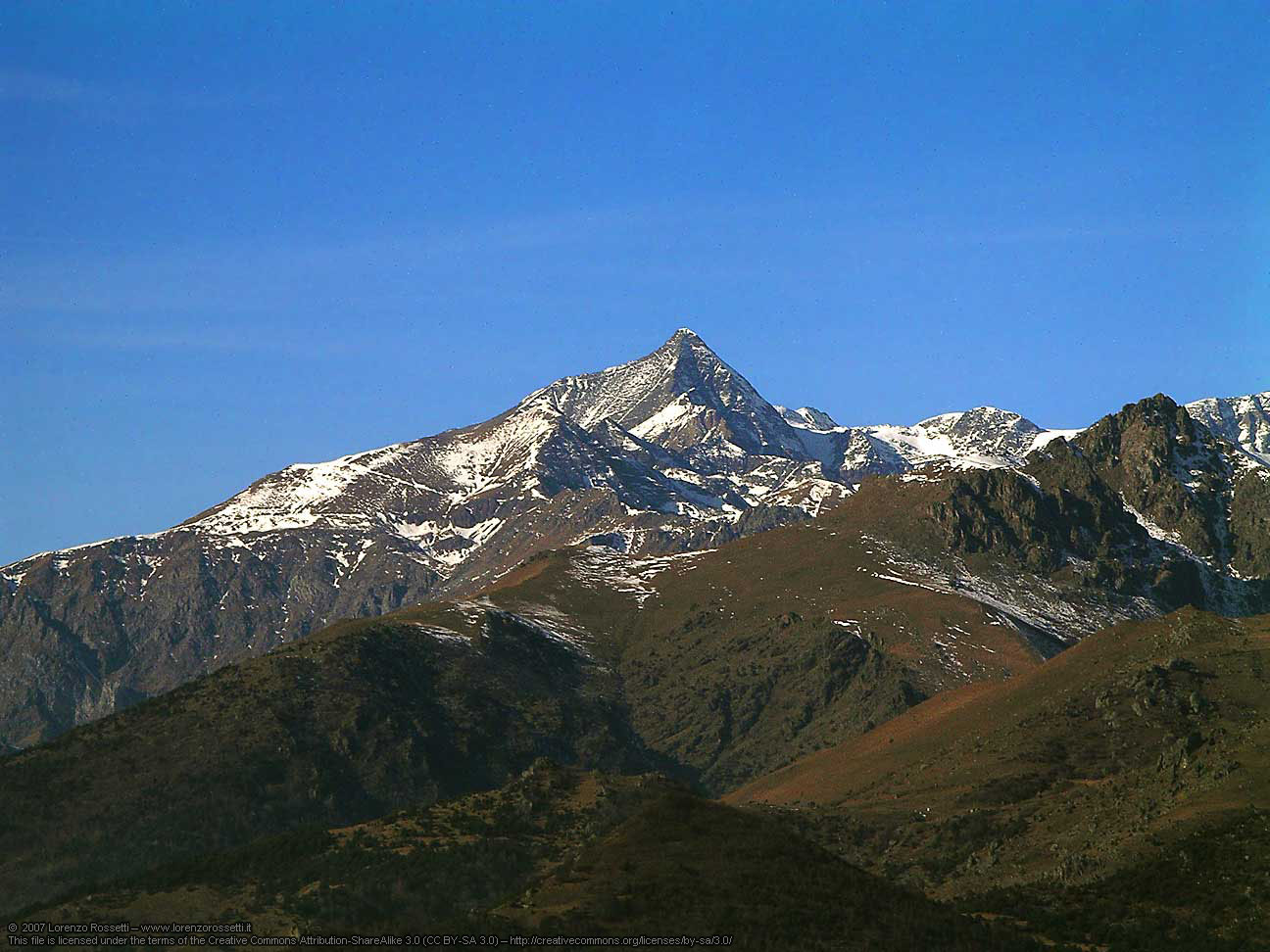

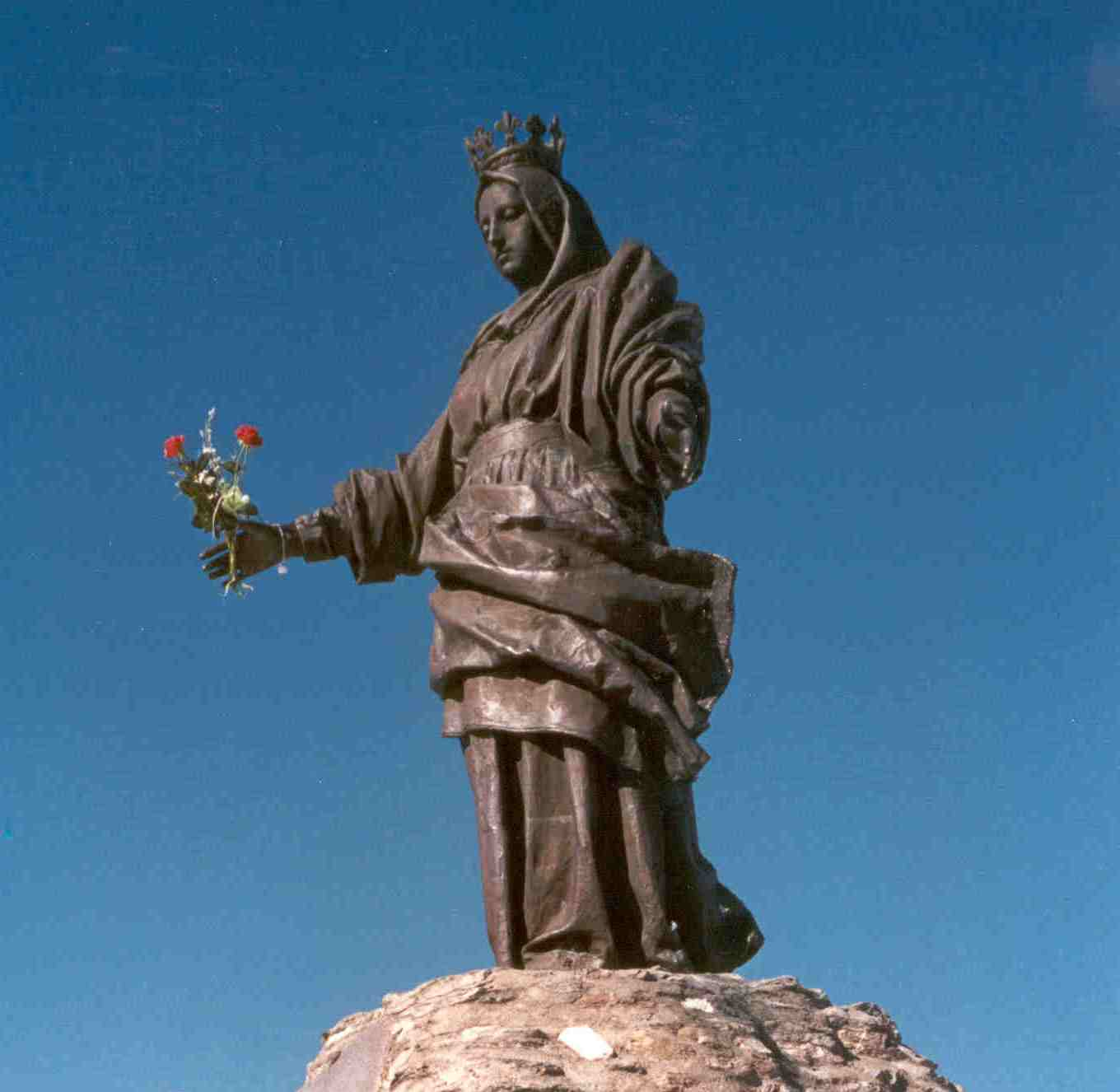

45°12′14″N 7°4′38″E / 45.20389°N 7.07722°E
羅恰梅洛內山（義大利語：Rocciamelone），是意大利的山峰，位於該國西北部，由皮埃蒙特大區負責管轄，屬於格拉耶山的一部分，海拔高度3,538米，人類在1358年首次登上該山峰。